# 斯文·费利克斯·凯勒霍夫
斯文·费利克斯·凯勒霍夫（Sven Felix Kellerhoff，1971年—）是一位专长于納粹德國历史的德国史学家、记者、作家。凯勒霍夫毕业于柏林自由大学和柏林新闻学院。他从2003年起在《世界报》担任当代和文化历史总编。在供职于《世界报》之前，他曾在《柏林晨邮报》和《柏林日报》任職。
勒霍夫一共出版过二十余部书籍。2017年，他的著作《国家社会主义德国工人党：政党与党员》（Die NSDAP: eine Partei und ihre Mitglieder）出版。凯勒霍夫参考的资料中有美国社会学家西奥多·弗雷德·阿贝尔的研究成果。